# ヘルファイター
『ヘルファイター』（原題：Hellfighters）は1968年のアメリカ合衆国の映画。
1962年の「悪魔のシガレットライター」と呼ばれるサハラ砂漠の油田火災を鎮火したことで有名な消防士レッド・アデアの活躍を基にした作品。出演はジョン・ウェインなど。

## キャスト
| 役名                   | 俳優                     | 日本語吹替                                                            |
| 役名                   | 俳優                     | フジテレビ版                                                          |
| ---------------------- | ------------------------ | --------------------------------------------------------------------- |
| チャンス・バックマン   | ジョン・ウェイン         | 小林昭二                                                              |
| ティッシュ・バックマン | キャサリン・ロス         | 上田みゆき                                                            |
| マデリン・バックマン   | ヴェラ・マイルズ         | 水城蘭子                                                              |
| グレッグ・パーカー     | ジム・ハットン           | 田中信夫                                                              |
| ジョー・ホーン         | ブルース・キャボット     | 富田耕生                                                              |
| ジャック・ロマックス   | ジェイ・C・フリッペン    | 千葉順二                                                              |
| ジョージ・ハリス       | エドワード・フォークナー | 仁内達之                                                              |
| コロネル・ヴァルデス   | エドマンド・ハシム       | 村越伊知郎                                                            |
| ジェネラル・ロペス     | アルベルト・モリン       | 大木民夫                                                              |
| チャップマン           | ジョン・スティーブンソン | 寺島幹夫                                                              |
| カルデス               | エドワード・コールマンズ | 峰恵研                                                                |
| アイリーン・フォスター | バーバラ・スチュアート   | 前田敏子                                                              |
| 不明 その他            |                          | 諏訪孝二 渡辺知子 西山連 阪脩 城山知馨夫 沢田敏子 加藤正之 中村紀子子 |
|                        |                          |                                                                       |
| 演出                   | 演出                     | 山田悦司                                                              |
| 翻訳                   | 翻訳                     | 山田実                                                                |
| 効果                   |                          |                                                                       |
| 調整                   | 調整                     | 栗林秀年                                                              |
| 制作                   | 制作                     | グロービジョン                                                        |
| 解説                   | 解説                     | 前田武彦                                                              |
| 初回放送               | 初回放送                 | 1972年4月21日 『ゴールデン洋画劇場』                                  |